# Черняков, Александр Георгиевич
Александр Георгиевич Черняков (1902—1969) — советский военачальник, генерал-лейтенант (1945). Начальник Военной академии тыла и транспорта (1950—1956), участник Великой Отечественной войны.

## Биография
Родился 17 августа 1902 года в деревне Мало-Малахово Тульской губернии.
С 1923 года призван в ряды РККА и направлен для службы в артиллерийскую воинскую часть. С 1924 по 1926 год обучался в Киевской военно-политической школе РККА. С 1926 по 1933 год служил в Козловском железнодорожном полку на различных командно-политических должностях, в том числе в должности политрука этой части. С 1933 по 1937 год проходил обучение в  Военно-транспортной академии имени Л. М. Кагановича. С 1939 по 1941 год обучался в Военной академии Генерального штаба РККА имени К. Е. Ворошилова.
С 1941 по 1942 год участник Великой Отечественной войны с первых дней войны в войсках Волховского фронта в должности начальника военных сообщений 54-й армии, в составе армии был участником Ленинградской стратегической оборонительной операции, а так же Тихвинской оборонительной и Тихвинской наступательной операциях.
С января 1942 по май 1943 год служил в Московском военном округе в должности начальника службы военных сообщений, служба военных сообщений оставалась в столице в составе аппарата штаба округа для руководства работой по организации и обеспечению войск, связанных с обороной Москвы, и поддержания связи с органами Наркомата обороны и Генерального штаба, остававшимися в столице. С марта 1943 по июнь 1945 года служил в Центральном и 1-м Белорусском фронтах в должности начальника военных сообщений. По воспоминаниям маршала К. К. Рокоссовского: 

Весь Военный совет занимался транспортной проблемой. Подсчитали, что нам нужно перебросить в первую очередь. Цифры получались внушительные. 7500 вагонов имущества — свыше 200 поездов! И это без учета текущих потребностей войск, ведущих бой. А они все время требовали боеприпасов, продовольствия, горючего. Наше счастье, что в управления тыла фронта у нас подобрались опытные, знающие свое дело работники. С чувством восхищения и благодарности вспоминаю генералов И. М. Карманова — начальника штаба, Н. К. Жижина — интенданта фронта, А. Г. Чернякова — начальника военных сообщений... Они и сотни, тысячи их подчиненных трудились неутомимо. Это был большой и дружный коллектив...
С 1945 по 1950 год служил в ГСВГ в должности начальника военных сообщений.
С 1950 по 1956 год — начальник Военной академии тыла и транспорта. С 1956 по 1957 и с 1958 по 1960 год являлся заместителем начальника этой академии по учебной и научной работе. С 8 июня по 19 декабря 1957 г. — начальник Управления военных сообщений Генерального штаба Вооружённых сил СССР. С 1960 по 1963 год — военный советник при Национальной народной армии Германской Демократической Республики.
С 1963 года в запасе.
Скончался 18 мая 1969 года в Москве, похоронен на Ваганьковском кладбище.

## Награды
- Орден Ленина (24.06.1948)
- четыре ордена Красного Знамени (15.01.1944; 23.08.1944; 03.11.1944; 21.08.1953)
- Орден Богдана Хмельницкого I степени (29.05.1945)
- Орден Кутузова II степени (06.04.1945)
- Орден Отечественной войны II степени (23.07.1943)
- Орден Красной Звезды (24.11.1942)
- Медаль «За оборону Москвы»
- Медаль «За оборону Ленинграда» (22.12.1942)
- Медаль «За взятие Берлина» (09.06.1945)
- Медаль «За освобождение Варшавы» (09.06.1945)
- Медаль «За победу над Германией в Великой Отечественной войне 1941—1945 гг.» (09.05.1945)
- Медаль «30 лет Советской Армии и Флота»[5][6][7]